# Hofalmhütte
Die Hofalmhütte ist eine Schutzhütte der Kategorie I der Sektion Spital am Pyhrn des ÖAV. Sie befindet sich in der Gemeinde Spital am Pyhrn in Oberösterreich, Österreich. Sie steht auf 1305 m ü. A. am Westhang des Großen Pyhrgas am Weg 618 vom Rohrauerhaus zur Gowilalm in den Haller Mauern. Durch die Lage am Rand einer Kuppe im Hangschutt des Großen Pyhrgas bietet sich ein bemerkenswerter 180°-Blick von der Warscheneckgruppe bis zum Sengsengebirge.

## Geschichte
Die Hofalmhütte wurde 1775 oder etwas früher als Sennerei des Stiftes Spital am Pyhrn errichtet. Nach der Umsiedlung der Mönche in das Stift St. Paul im Lavanttal ging das Stift Spital am Pyhrn und damit auch die Hofalm 1809 in den Besitz des Religionsfonds über. Nach Auflösung des Religionsfonds durch die Nationalsozialisten kam in weiterer Folge nach dem Zweiten Weltkrieg die Hofalm in das Eigentum der Österreichischen Bundesforste. 1887 richtete die 1878 gegründete Sektion Windischgarsten des Österreichischen Touristenklubs in einem Raum der Hofalmhütte erstmals ein strohgefülltes Matratzenlager für fünf Personen ein. Nachdem 1905 in Spital am Pyhrn eine eigene Sektion der Österreichischen Alpenvereins gegründet worden war, trat der Österreichische Touristenklub das Gebiet östlich der Bundesstraße an die Spitaler ab, damit ging die Hofalmhütte an den Alpenverein.

## Tourenmöglichkeiten
- Die Drei-Hütten-Wanderung vom Parkplatz beim ehemaligen Gasthaus Grünau durch die Dr.-Vogelgesang-Klamm zur Bosruckhütte und über das Rohrauer Haus zur Hofalmhütte. Von dort zurück zum Ausgangspunkt, gesamte Gehzeit ca. 5 Stunden

### Zustiege
- vom Parkplatz bei der Bosruckhütte in ca. 1 bis 1½ Stunden
- vom Parkplatz beim ehemaligen Gasthof Grünau (725 m) ca. 2 Stunden
- vom Bahnhof Spital am Pyhrn (650 m) in ca. 2½ Stunden

### Gipfelbesteigungen
- Großer Pyhrgas (2244 m) in ca. 2½ bis 3 Stunden

### Übergänge zu Nachbarhütten
- zum Rohrauer Haus (1308 m) in ca. 1 Stunde
- zum Gowilalm (1375 m) in ca. 1¾ Stunden
- zur Bosruckhütte in ca. 1 Stunde